# 水翁
水翁（学名：Cleistocalyx operculatus）为桃金娘科水翁属下的一个种。其種子就是水翁子。無論是水翁花或水翁子皆可入藥